# Em:t Records
Em:t Records (Emit Records) a fost o casă de discuri Britanică, stabilită în Nottingham, ce era specializată în ambient electronic. Casa de discuri a avut doua perioade de activitate, din 1994 până în 1998, iar apoi după o perioadă de faliment, s-a restabilit în 2003, având un nou proprietar și management. În vara lui 2006, casa de discuri iși incetează iarăși oficial operațiunile, deși de data aceasta nu a fost activă de ceva timp.

## Istorie
em:t s-a născut în 1994, ca o diviziune a casei de discuri t:me Recordings. t:me lansează în mare parte discuri vinil, înregistrari ce sunt incluse în categoria Muzica house, căutând să creeze un sublabel pentru viitoarele release-uri ambient. Pe parcursul următorilor patru ani, em:t a lansat o serie de optsprezece albume și compilații, ambalate ca o serie de colecție. Deși em:t nu s-a bucurat niciodată de un succes comercial la scară largă, releas-urile lor au fost foarte influente și apreciat în cercurile muzicii ambientale, iar casa de discuri a atras un cult - încurajat, fără îndoială, de natura releas-urilorsale de colecție.
Releas-urile em:t au avut reguli stricte ce reglementau estetica lor de design. Titlurile albumurilor individuale au fost întotdeauna cele patru cifre consecvente ale numărului de catalog al discului, coperta albumului a avut întotdeauna o imagine color a unui animal sălbatic; toate albumele au fost lansate numai pe CD, toate CD-urile au fost ambalate în ambalaj tip digipack; toate CD-urile în sine au purtat același caracter chinezesc în negru pe fața non-redare a discului.
Casa de discuri a acumulat laude din partea unor jurnaliști de muzică a acelui timp. Revista Coda a scris: "Seria Em:t va merge cu siguranță în istorie ca fiind la fel de importantă, în anii '90, precum albumele lui Brian Eno, au fost în anii '70", iar revista de muzica de specialitate Wire a afirmat faptul că catalogul em:t reprezintă "Avangarda muzicii post-dance tehnologice".
Cele mai apreciate și lăudate albume ale seriei, vin de la compozitorii britanici Pavel Frankland cu numele scenic de Woob, și Mat Jarvis cu pseudonimul, Gas.
Unele ediții de CD-uri lansate în SUA au avut licența casei de discuri Instinct Records, o casa de discuri ce avea un interes contemporan în muzica ambientală modernă.
La mijlocul anului 1998, em:t a ieșit din afaceri din cauza falimentului casei t:me, cu două albume încă nelansate - un nou album-compilație, și un al doilea album al lui Gas. Discografia lor a devenit extrem de apreciată printre colecționari, acest lucru rămânând valabil și astăzi, CD-uri de obicei ajungând la un preț mare pe eBay.
În 2003, o altă companie aduce numele em:t pe rafturi relansând casa de discuri. Deși niciunul din cei ce administrau noua casă de discuri nu aveau vreo legătură cu precedentul em:t, aceștea au lansat câteva releas-uri ale unor artiști inițiali. Relansarea a creat un nou val de interes public, pentru seria originală de albume. Dupa lansarea a șase noi albume, casa de discuri a ieșit iarăși din afaceri în 2006.

## "Sunetul" em:t
Toate albumele lansate pe originalul em:t, se încadrează în categoria generală de muzică ambientală sau downtempo. În cadrul acestei categorii au fost multe variații, releas-urile lui Woob au fost de multe ori un dub ambiental, muzica lui Gas, un techno ambiental, albumul lui Carl Stone a fost aproape unul de muzică clasică iar albumul lui Gang People International a fost aproape pop. Cu toate acestea, în toate versiunile releas-urilor, au fost anumite elemente recurente care identificau albumul  drept unul em:t. Cele mai proeminente au fost sample-urile sunetelor de animale înregistrate în sălbăticie - auzite pe releas-urile lui Woob, Qubism, Beatsystem, Miasma, și altele (această abordare a fost dusă la extrem pe piesa "Waterpump" de Dalls Simpson, pe compilațtieia 1197, ce e înregistrarea cuiva de 12 minute, de manipulare a unei pompe de apă, la țară umplută de ciripitul păsărilor). În alte piese înregistrările de câmp s-au prelucrat și folosit drept percuție, cum ar fi în piesa "Pool" de International People Gang, care folosește pocnituri ale bilelor de biliard ca instrumentare, iar în "00", Richie Warburton, utilizează, pentru același scop, loviturile din timpul unui de meci tenis. Sample-uri din seriale tv cum ar fi Quantum Leap, Steptoe and Son și Star Trek de asemenea a fost folosite, la fel și sample-uri din filme, ca Sex, Lies, and Videotape și 2001: A Space Odyssey, și coloane sonore de film. Toate release-urile inițial create de em:t au fost procesate folosind sistemul de înregistrare și reproducere de sunet Roland Sound Space RSS 3D, oferind muzicii o extra calitate de "spațios".

## Moștenire
Seria de albume em:t este încă înalt apreciată în rândul fanilor muzicii electronice, precum și reputația casei de discuri și muzica acesteia dăinuie până în prezent.

## Artwork
Release-urile em:t sunt cunoscute pentru design-ul lor grafic impresionant, folosit în mod constant și tematic în întreaga discografie. Fiecare CD este ambalat într-o carcasa Digipak de carton. Coperta din față prezintă fotografi din natura de înaltă rezoluție, ilustrând animale în mediul lor natural. Partea din spate este în alb simplu cu lista pieselor în negru. Animalele folosite pe coperțile clasice Em:t, includ Ceratophrys ornata, Plecotus auritus, Ctenophore și Ramphastos sulfuratus. Imaginile cu broaște au fost folosite exclusiv pentru compilații, în timp ce artiștilor individuali li se oferea libertatea de a alege o imagine din catalogul Oxford Scientific.
Release-urile "noi" em:t nu au avut coperți cu tematica anilalelor, dar a purtat același design estetic general, și au folosit același sistem de numerotare.
Tematica design-ului coperților cu animale a fost creată de firma de design britanică, The Designers Republic, de asemenea bine cunoscută pentru colaborarea ei îndenlungată cu casa de discuri Warp Records. Release-urile em:t de după 2003 au fost proiectate de firma de design din Cambridge, db|design.

## Discografie
Toate release-urile em:t sunt catalogate cu un număr de patru cifre. A treia și a patra cifră reprezintă anul de lansare, iar primele două cifre indică ordinea lansării în decursul unui an, începând cu '00 'și continuând cu '11 "," '22, etc.

### Em:t Classic (1994 - 1998)
- Various Artists - em:t 0094
- Woob - 1194 (re-released in 2009)
- Qubism - 2294
- Various Artists - em:t 3394
- Gas 0095 (re-released in 2006)
- Miasma - 1195
- Various Artists - em:t 2295
- International Peoples Gang International Peoples Gang  - 3395
- Woob - 4495
- Various Artists - em:t 5595
- Lucid Dreams 0096 (featuring Celia Green) - 0096
- Carl Stone - 1196
- Various Artists - em:t 2296
- Undark - 3396
- Slim - 0097
- Various Artists - em:t 1197
- Beatsystem - 2297
- Natural Language - 0098
- Various Artists - em:t 1198 (unreleased)
- Gas - 2298 (unreleased)

### Em:t Nou (2003 - 2006)
- Various Artists - em:t 0003
- Various Artists - em:t 0004
- Gel-Sol - 1104
- 302 Acid - 0005
- 302 Acid Live at The Big Chill (limited CD-R)
- Antonio Testa & Gaudi - 1105
- International Peoples Gang International Peoples Gang - 0006